# Dubbelverhoogde afgeknotte kubus
Een dubbelverhoogde afgeknotte kubus is in de meetkunde het johnsonlichaam J67. Deze ruimtelijke figuur kan worden geconstrueerd door twee vierkante koepels J4 op twee tegenover elkaar liggende achthoekige zijvlakken van een afgeknotte kubus, dat is een archimedisch lichaam, te plaatsen.
- (en)  MathWorld. Biaugmented Truncated Cube.